# Genaro Sermeño
Genaro Sermeño (1948. november 28. – Santa Ana, 2022. december 23.) salvadori válogatott labdarúgó, edző.

## Pályafutása

### Klubcsapatban
Pályafutása során egyetlen klubcsapatban az CD FAS-ban szerepelt.

### A válogatottban
A salvadori válogatott tagjaként részt vett az 1970-es világbajnokságon.